# 포스터 가족
《포스터 가족》(The Fosters)은 2013년 6월 3일부터 2018년 6월 6일까지 ABC 패밀리에서 방영했던 텔레비전 드라마이다.